# 성주 의국 중수기
성주 의국 중수기(星州 醫局 重修記)는 대한민국 경상북도 성주군 초전면 문덕리에 있는 조선시대의 전적이다. 2016년 4월 28일 경상북도의 문화재자료 제642호로 지정되었다.

## 지정사유
문화재로 지정 신청된 전적은 성주에 설치된 의국(醫局)을 중수(重修)할 때의 사정과 운영경비 조달을 위해 마련한 전답의 위치 및 수량 등을 기록한 책이다.
성주의국(星州醫局)은 한강(寒岡) 정구(鄭逑, 1543∼1620)가 1611년에 읍성 서문 밖에 설치하였는데, 이후 80여 년이 흘러 퇴락하자 1692년에 성주목사 이국화(李國華)의 주도하에 의국을 중수하자 이듬해에 송익(宋熤, 1631∼1701)이 기문(記文)을 지었다.
이 책은 아래 양 모서리가 조금 훼손되었지만 상태는 비교적 양호한 편이며, 지방의 의료시설과 당시 운영사정을 보여주는 자료로서 조선후기 지방 보건행정 연구에 중요한 자료라고 판단되므로 문화재자료(文化財資料)로 지정한다.

## 지정 내역
| 일련번호        | 명칭             | 재료 | 구조·형식 ·형태 | 규격(cm)    | 수량 | 기타 특징                          |
| --------------- | ---------------- | ---- | --------------- | ----------- | ---- | ---------------------------------- |
| 문화재 자료 642 | 星州 醫局 重修記 | 한지 | 필사본          | 29.3×20.5cm | 1冊  | 제작연대 : 1693년(숙종 19) 宋熤 記 |

## 같이 보기
- 정구

## 참고 자료
- 성주 의국 중수기 - 국가유산청 국가유산포털